# Ocaña

Localização de Ocaña

Ocaña é um município da Espanha na província de Toledo, comunidade autónoma de Castilla-La Mancha, de área 148 km² com população de 7180 habitantes (2006) e densidade populacional de 45,91 hab/km².

## Demografia
| Variação demográfica do município entre 1991 e 2004 | Variação demográfica do município entre 1991 e 2004 | Variação demográfica do município entre 1991 e 2004 | Variação demográfica do município entre 1991 e 2004 |
| --------------------------------------------------- | --------------------------------------------------- | --------------------------------------------------- | --------------------------------------------------- |
| 1991                                                | 1996                                                | 2001                                                | 2004                                                |
| 5733                                                | 6102                                                | 6441                                                | 6798                                                |